# Station Croix-Rouge
Station Croix-Rouge is een voormalig spoorwegstation aan spoorlijn 155 in het gehucht Croix Rouge in de Belgische gemeente Étalle. Het station met telegrafische code MCR opende op 25 maart 1873 en sloot op 5 februari 1951.
0,0: Marbehan ·
3,1: Villers-sur-Semois ·
6,1: Sainte-Marie ·
13,5: Buzenol ·
19,5: Ethe ·
21,2: Belmont ·
22,6: Pierrard-École ·
23,9: Virton-Ville ·
25,5: Virton ·
27,5: Dampicourt ·
31,2: Lamorteau